# Nardo Nagtzaam
Nardo Nagtzaam (* 9. Mai 1990 in Nijmegen) ist ein niederländischer Eishockeyspieler, der zuletzt bis zum Ende der Saison 2023/24 bei den Blue Devils Weiden in der deutschen Oberliga Süd gespielt hat.

## Karriere

### Clubs
Nagtzaam, der aus Nijmegen nahe der Grenze zu Deutschland stammt, begann seine Karriere als Eishockeyspieler auf der anderen Seite der Grenze beim Krefelder EV, für den er in der Schüler-Bundesliga und der Deutschen Nachwuchsliga aktiv war. Anfang 2008 wechselte er zum Kölner EC, der ebenfalls in der Deutschen Nachwuchsliga spielte. Im Sommer 2008 zog es ihn über den Großen Teich nach Nordamerika, wo er zunächst mit Alaska Avalanche und Alexandria Blizzard in der NAHL spielte. Dabei wurde er 2010 und 2011 in das NAHL All-Central Division Team berufen. Von 2011 bis 2015 spielt er für die Mercyhurst Lakers, das Team der Mercyhurst University, aus der National Collegiate Athletic Association. 2015/16 war er bei HDD Olimpija Ljubljana in der Österreichischen Eishockey-Liga unter Vertrag. Er gewann mit seinem Klub 2015 den slowenischen Pokalwettbewerb und wurde 2016 slowenischer Landesmeister. Nachdem sein Vertrag in Ljubljana nicht verlängert worden war, fand er zunächst keinen neuen Verein. Im November 2016 unterschrieb er einen Kontrakt beim britischen EIHL-Club Manchester Storm, den er aber bereits im Dezember wieder verließ, um sich den Moskitos Essen aus der drittklassigen deutschen Oberliga Nord anzuschließen. Zur folgenden Saison wechselte er dann zum Ligakonkurrenten Tilburg Trappers und spielt so erstmals in den Niederlanden. Mit dem Team aus der Provinz Nordbrabant gewann er 2018 die Deutsche Oberligameisterschaft. 2019 wechselte er in die Oberliga Süd zum EC Peiting und drei Jahre später zum Ligakonkurrenten Blue Devils Weiden. Dort war er bis zum Sommer 2024 aktiv.

### International
Für die Niederlande nahm Nagtzaam an den Spielen der Division I der U18-Junioren-Weltmeisterschaft 2008 sowie an den U20-Weltmeisterschaften der Division II 2008, 2009 und 2010, als er Torschützenkönig des Turniers und zweitbester Scorer hinter dem Litauer Tadas Kumeliauskas wurde, teil.
Sein Debüt in der Herren-Nationalmannschaft gab er bei der Weltmeisterschaft 2014 in der Division I, in der er auch 2015 und 2017 spielte. Nach den Abstiegen 2015 und 2017 spielte er bei den Weltmeisterschaften 2016 und 2018 mit den Oranjes in der Division II und stieg jeweils umgehend wieder in die Division I auf. Ferner vertrat er seine Farben beim Qualifikationsturnier für die Olympischen Winterspiele in Pyeongchang 2018.

## Erfolge und Auszeichnungen
- 2010 NAHL All-Central Division Team
- 2011 NAHL All-Central Division Team
- 2015 Slowenischer Pokalsieger mit HDD Olimpija Ljubljana
- 2016 Slowenischer Meister mit HDD Olimpija Ljubljana
- 2018 Deutscher Oberligameister mit den Tilburg Trappers

### International
- 2010 Bester Torschütze bei der U20-Weltmeisterschaft der Division II, Gruppe B
- 2016 Aufstieg in die Division I, Gruppe B, bei der Weltmeisterschaft der Division II, Gruppe A
- 2018 Aufstieg in die Division I, Gruppe B, bei der Weltmeisterschaft der Division II, Gruppe A